# Football Club Molenbeek Brussels Strombeek
El Football Club Molenbeek Brussels Strombeek, també conegut com a FC Brussels, és un equip de futbol belga de la ciutat de Brussel·les, al barri de Molenbeek-Saint-Jean.

## Història
- 30 de novembre 1932: fundació del Strombeek Football Club
- 23 de març 1933: afiliació a l'URBSFA amb el nom de Football Club Strombeek
- 2 de maig 1958: obtenció del títol de Société Royale, el 30 de desembre 1957 adopta el nom Koninklijke Football Club Strombeek
- 1 de juliol 2003: adopta el nom Football Club Molenbeek Brussels Strombeek (Société Royale) en unir-se al Racing White Daring Molenbeek

## Futbolistes destacats
- 2000s: Alan Haydock,  Richard Culek, Patrick Nys, Eric Deflandre, Bertrand Crasson

## Entrenadors destacats
- 2000s: Harm van Veldhoven, Emilio Ferrera, Robert Waseige,  Albert Cartier

## Palmarès
- Segona divisió belga de futbol (1):
  - 2003-04

- Tercera divisió belga de futbol (1):
  - 1999-2000